# Rafael Roncagliolo
Rafael Roncagliolo (Lima, 14 novembre 1944 – 1º maggio 2021) è stato un politico, sociologo e diplomatico peruviano.

## Biografia
Fu ministro degli esteri sotto la presidenza di Ollanta Humala dal 28 luglio 2011 al 14 maggio 2013, quando si aprì la crisi diplomatica col Venezuela. In seguito fu ambasciatore peruviano in Spagna.
Era padre dello scrittore Santiago Roncagliolo.